# Spirodiniidae
Famille
Les Spirodiniidae sont une famille de Ciliés de la classe des Litostomatea et de l'ordre des Entodiniomorphida.

## Étymologie
Le nom de la famille vient du genre type Spirodinium, composé du préfixe spiro-, « spire », et du suffixe -din (du grec δίνη / dini, « tourbillon, vortex », en référence aux « cils disposée en spirale ».

## Description
« Le genre Spirodinium est caractérisé par la présence d’une ligne de cils disposés en spirale, entourant le péristome, puis faisant plusieurs fois le tour du corps. Cuticule rigide. Noyau allongé et irrégulier.
L'espèce unique, Spirodinium equi Fiorentini, 1890, mesure 230 µm de long sur 60 µm de large. »
Selon Lynn, l'organisme est de taille moyenne ; sa forme est allongée à globuleuse, souvent nettement aplatie latéralement. Il nage librement dans son milieu de vie. Ses cils somatiques se présentent sous forme de deux à quatre rubans ou bandes non rétractables, en spirale autour du corps à différents niveaux. Il n'a pas de plaques squelettiques. Sa ciliature buccale est non rétractable, en deux bandes, avec « polybrachycinétie adorale et polybrachycinétie dorsale périvestibulaire ». Son macronoyau est allongé et en forme de bande ;le micronoyau est présent. Il possède une ou deux vacuoles contractiles ; un cytoprocte.

## Habitat
Le genre Spirodinium a été découvert par Fiorentini dans le cæcum du cheval.

## Liste des genres
Selon The Taxonomicon (14 juillet 2023) et GBIF (14 juillet 2023) :
- Cochliatoxum Gassovsky, 1919
- Spirodinium Fiorentini, 1890
  - Espèce type : Spirodinium equi Fiorentini, 1890

Selon Lynn (2008) :
- Cochliatoxum Gassovsky, 1919
- Ditoxum Gassovsky, 1919
- Gassovskiella Grain, 1994
- Spirodinium Fiorentini, 1890
- Tetratoxum Gassovsky, 1919
- Triadinium Fiorentini, 1890

## Systématique
Le nom valide de ce taxon est Spirodiniidae Strelkow (d), 1939.